# Видзирксте, Сигурдс
Сигурдс Видзирксте (латыш. Sigurds Vīdzirkste; 10 февраля 1928, Даугавпилс — 17 июля 1974, Нью-Йорк) — латвийско-американский художник.
Начал учиться живописи ещё школьником у Яниса Калмите. Окончил школу в Риге, затем учился на отделении химии в Рижском государственном техникуме. В 1944 году вместе с семьёй бежал в Германию, где продолжил занятия живописью под руководством Валдемара Тоне. В 1950 году перебрался в США, где продолжил обучение в Лиге студентов-художников у Уилла Барнета, оказавшись под влиянием абстрактного экспрессионизма. Затем провёл два года в Испании, где увлёкся работами Антони Тапиеса. В 1955 году впервые принял участие в выставке, в 1965 году выступил с первой персональной выставкой в Нью-Йорке, представив серию полотен под названием «Кибернетические холсты» (англ. Cybernetic Canvases) — ряды выпуклых чёрных точек на монохромном фоне, напоминающие перфокарты; последующий анализ показал сложную работу автора над химическим составом использованных пигментов.
Среди посмертных выставок Видзирксте — персональная выставка на родине, в Арт-центре имени Марка Ротко (2015).
Сестра художника, Эдите Видзирксте (1926—2016), позировала Валдемару Тоне для картины «Девушка-беженка» (1948), в дальнейшем вышла замуж за виолончелиста Атиса Тейхманиса.